# Замен-Джан
Замен-Джан (перс. ضامن جان) — село в Ірані, у дегестані Седе, у Центральному бахші, шахрестані Ерак остану Марказі. За даними перепису 2006 року, його населення становило 1634 особи, що проживали у складі 486 сімей.

## Клімат
Середня річна температура становить 12,00 °C, середня максимальна – 31,24 °C, а середня мінімальна – -10,01 °C. Середня річна кількість опадів – 272 мм.
| Клімат поселення                              | Клімат поселення | Клімат поселення | Клімат поселення | Клімат поселення | Клімат поселення | Клімат поселення | Клімат поселення | Клімат поселення | Клімат поселення | Клімат поселення | Клімат поселення | Клімат поселення | Клімат поселення |
| Показник                                      | Січ.             | Лют.             | Бер.             | Квіт.            | Трав.            | Черв.            | Лип.             | Серп.            | Вер.             | Жовт.            | Лист.            | Груд.            |                  |
| Середній максимум, °C                         | 6,53             | 8,67             | 12,52            | 18,65            | 23,80            | 29,96            | 31,24            | 30,87            | 26,08            | 19,60            | 12,61            | 7,06             |                  |
| Середня температура, °C                       | −1,76            | 0,40             | 4,26             | 10,37            | 15,54            | 21,69            | 25,56            | 25,19            | 20,42            | 13,92            | 6,93             | 1,39             |                  |
| Середній мінімум, °C                          | −10,01           | −7,86            | −4,01            | 2,11             | 7,27             | 13,42            | 19,89            | 19,52            | 14,75            | 8,24             | 1,27             | −4,28            |                  |
| Норма опадів, мм                              | 40               | 39               | 49               | 35               | 28               | 4                | 1                | 1                | 0                | 9                | 27               | 39               |                  |
| Середньомісячна швидкість вітру, м/с          | 1.65             | 2.26             | 2.96             | 3.19             | 2.72             | 2.42             | 2.45             | 2.30             | 2.18             | 2.18             | 1.78             | 1.60             |                  |
| Середньомісячна сонячна радіація, кДж/м²·день | 9289             | 12561            | 15099            | 18400            | 22393            | 26938            | 25806            | 24210            | 21324            | 15825            | 11063            | 9097             |                  |
| --------------------------------------------- | ---------------- | ---------------- | ---------------- | ---------------- | ---------------- | ---------------- | ---------------- | ---------------- | ---------------- | ---------------- | ---------------- | ---------------- | ---------------- |
| Джерело:                                      |                  |                  |                  |                  |                  |                  |                  |                  |                  |                  |                  |                  |                  |